# EUC
Розши́рена систе́ма кодува́ння операці́йної систе́ми Unix (EUC, англ. Extended Unix Code) — мультибайтна система кодування символів, яка використовується в основному для японської, корейської і спрощеної китайської мови.
Структура EUC заснована на стандарті ISO-2022, який визначає спосіб представлення набору символів, що містить максимум 94 символів або 8836 (942) символів або 830 584 (943) символів, як послідовності 7-бітових кодів.

## EUC-JP
Назва в реєстрі кодувань IANA: EUC-JP (бажане MIME-ім'я). 

В основі набору символів — об'єднання US-ASCII/JIS X0201:1997 (частина hankaku kana).

Це кодування використовується переважно в Unix системах або їм подібних. Початкова схема кодування Extended UNIX Code лягла в основу стандарту ISO 2022. 

Набір символів, на який посилається EUC-JP різниться від набору для IBM932/CP932, які використовуються в OS/2 і Microsoft Windows. Для забезпечення взаємодії між цими платформами рекомендовано використовувати кодування EUCJP-WIN.